# Nowaja Tschigla
Nowaja Tschigla ist ein Dorf im Talowski rajon in der Oblast Woronesch in Russland. Der Ort befindet sich 30 km entfernt von Talowaja des Rajonzentrums. 

## Geschichte
1699 wurde an dem Fluss Tschigly, einem Nebenfluss des Bitjug der Ort gegründet, woher auch der Ortsname stammt.

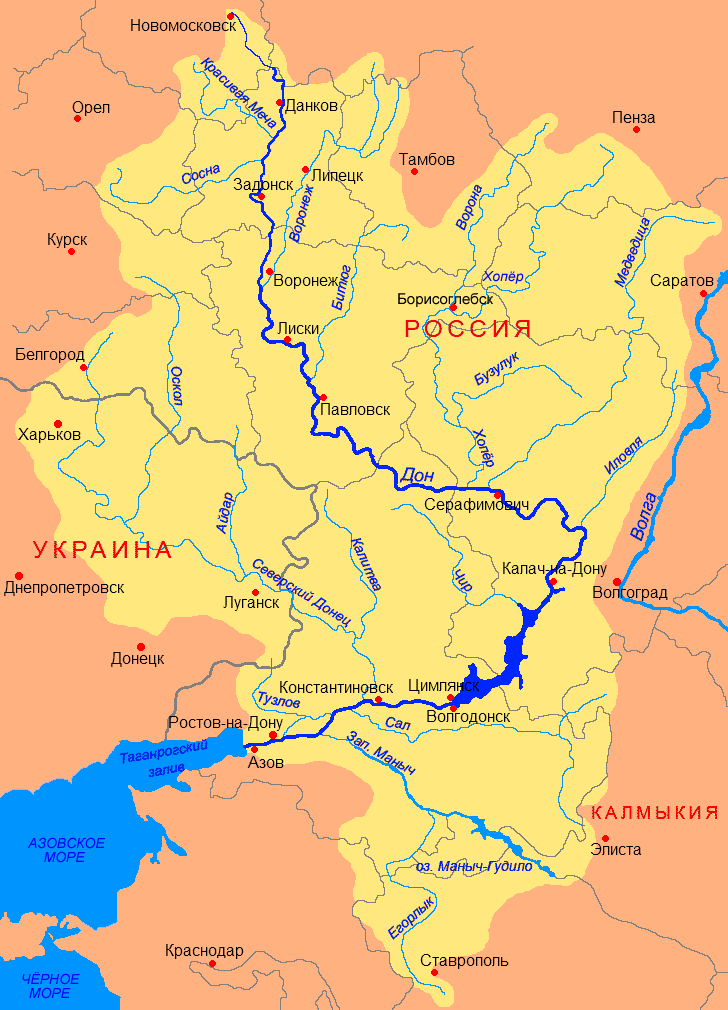
Fluss Bitjug

## Bevölkerung
Im Jahre 1959 lebten 7176 Personen im Ort. Im Jahre 2002 waren es nur noch 3020 Personen. 2010 lebten noch 2474 Personen im Ort, der 42 Straßen aufweist. 

## Persönlichkeiten

### Söhne und Töchter
- Nikolai Grigorjewitsch Tschudnenko (1891–1958),  Mariupoler Bürgermeister
- Pawel Alexejewitsch Tscherenkow (1904–1990), Physiker